# Takuya Sugiyama
Takuya Sugiyama (japanisch 杉山 琢也 Sugiyama Takuya; * 1. Januar 1983 in der Präfektur Fukushima) ist ein ehemaliger japanischer Fußballspieler.

## Karriere
Sugiyama erlernte das Fußballspielen in der Universitätsmannschaft der Heisei International University. Seinen ersten Vertrag unterschrieb er 2005 bei Thespa Kusatsu. Der Verein spielte in der zweithöchsten Liga des Landes, der J2 League. Für den Verein absolvierte er neun Ligaspiele. Danach spielte er bei FC Gifu und Arte Takasaki. 2010 wechselte er zum Drittligisten V-Varen Nagasaki. 2012 wurde er mit dem Verein Meister der Japan Football League und stieg in die J2 League auf. 2014 wechselte er zum Drittligisten Fukushima United FC.